# Unione Sportiva Cremonese 1998-1999
Questa pagina raccoglie le informazioni riguardanti l'Unione Sportiva Cremonese nelle competizioni ufficiali della stagione 1998-1999.

## Stagione
L'ultima stagione interamente giocata nel Novecento dalla Cremonese è stata anche l'addio alla Serie B, essendo arrivata ultima nel campionato con soli 20 punti, staccata 23 punti dalla quota salvezza. Con la Cremonese sono retrocessi la Reggiana, la Fidelis Andria e la Lucchese, sono state promosse in Serie A il Verona, il Torino, il Lecce e la Reggina. Da neopromossa la Cremonese si approccia al campionato cadetto con l'intento di mantenere la categoria, guidata dal tecnico della promozione, Giampiero Marini. L'avvio del campionato è buono, ma illusorio, 7 punti in 3 partite, ma pian piano emergono i problemi, l'8 novembre i grigiorossi battono (3-1) il Cesena allo Zini, sembra una gara normale, ma in realtà la Cremonese non vincerà più per un anno solare. Nelle 29 partite che rimangono da disputare in questa difficile stagione, i grigiorossi ne pareggiano 8 e ne perdono 21, un rosario di errori e di sconfitte. Dopo il Ko di Verona con il Chievo (2-0) viene esonerato il tecnico, per una sola gara la Cremonese viene affidata alla coppia, formata da Fulvio Bonomi e Giancarlo Finardi, nel crudo (0-3) con il Cosenza, poi le chiavi della squadra sono affidate all'esperto Gaetano Salvemini, una mossa comprensibile, ma che, ovviamente, non cambia nulla. La Cremonese ritorna in Serie C1 con molto anticipo. Nella Coppa Italia subito fuori nel primo turno, nel doppio confronto con l'Atalanta.

## Rosa
| N. |                       | Ruolo | Calciatore       |
| -- | --------------------- | ----- | ---------------- |
| 1  | Italia (bandiera)     | P     | Stefano Razzetti |
| 2  | Italia (bandiera)     | D     | Luca Compagnon   |
| 3  | Italia (bandiera)     | D     | Marco Arno       |
| 4  | Italia (bandiera)     | C     | Marcello Albino  |
| 5  | Italia (bandiera)     | D     | Luigi Gualco     |
| 6  | Italia (bandiera)     | C     | Mattia Collauto  |
| 7  | Italia (bandiera)     | D     | Diego Caverzan   |
| 8  | Italia (bandiera)     | C     | Vanni Pessotto   |
| 9  | Argentina (bandiera)  | A     | Jonathan Vidallé |
| 10 | Italia (bandiera)     | C     | Fausto Pizzi     |
| 11 | Italia (bandiera)     | A     | Walter Mirabelli |
| 12 | Italia (bandiera)     | P     | Michele Arcari   |
| 13 | Italia (bandiera)     | D     | Luca Ungari      |
| 14 | Italia (bandiera)     | D     | Paolo Castellini |
| 15 | Italia (bandiera)     | D     | Roberto Galletti |
| 16 | Jugoslavia (bandiera) | C     | Dražen Brnčić    |
| 17 | Italia (bandiera)     | D     | Stefano Biemmi   |

| N. |                       | Ruolo | Calciatore          |
| -- | --------------------- | ----- | ------------------- |
| 18 | Italia (bandiera)     | D     | Vincenzo Matrone    |
| 19 | Italia (bandiera)     | D     | Alessandro Zoppetti |
| 20 | Italia (bandiera)     | C     | Simone Guarneri     |
| 21 | Italia (bandiera)     | A     | Matteo Serafini     |
| 22 | Italia (bandiera)     | P     | Valter Pizzi        |
| 23 | Italia (bandiera)     | A     | Roberto Manfredi    |
| 24 | Italia (bandiera)     | D     | Roberto Bresciani   |
| 25 | Italia (bandiera)     | C     | Sergio Gamba        |
| 26 | Italia (bandiera)     | C     | Mattia Longhi       |
| 27 | Italia (bandiera)     | A     | Antonio Marotta     |
| 28 | Italia (bandiera)     | A     | Stefano Ghirardello |
| 29 | Jugoslavia (bandiera) | A     | Petar Puaca         |
| 30 | Italia (bandiera)     | D     | Riccardo Castagna   |
| 31 | Italia (bandiera)     | C     | Pasquale Rocco      |
| 32 | Italia (bandiera)     | P     | Guido Gualina       |
| 33 | Italia (bandiera)     | D     | Stefano Lucchini    |

## Risultati

### Campionato

#### Girone di andata
| Arbitro: | Strazzera (Trapani) |

|                                   |           |                                   |
| Pizzi 8’, 63’ (rig.) Galletti 41’ | Marcatori | 9’ Scarchilli 75’ (rig.) Ferrante |

| Arbitro: | Cardella (Torre del Greco) |

|           |           |              |
| Sullo 48’ | Marcatori | 68’ Manfredi |

| Arbitro: | Castellani (Verona) |

|                         |           |           |
| Guarneri 35’ Ungari 86’ | Marcatori | 82’ Manca |

| Arbitro: | Bonfrisco (Monza) |

|            |           |  |
| Hubner 37’ | Marcatori |  |

| Cremona 4 ottobre 1998 5ª giornata | Cremonese        | 0 – 0 | Verona | Stadio Giovanni Zini\| Arbitro: \| Paparesta (Bari) \| |
| Arbitro:                           | Paparesta (Bari) |       |        |                                                        |

| Arbitro: | Sirotti (Forlì) |

|                                      |           |                 |
| De Poli 28’ (rig.), 65’ Moscelli 83’ | Marcatori | 37’ Ghirardello |

| Reggio Calabria 18 ottobre 1998 7ª giornata | Reggina           | 0 – 0 | Cremonese | Stadio Oreste Granillo\| Arbitro: \| Bonfrisco (Monza) \| |
| Arbitro:                                    | Bonfrisco (Monza) |       |           |                                                           |

| Arbitro: | Bertini (Arezzo) |

|  |           |                            |
|  | Marcatori | 14’ Margiotta 90’ Giannini |

| Arbitro: | Paparesta (Bari) |

|                                 |           |           |
| Ghirardello 11’, 81’ Ungari 76’ | Marcatori | 52’ Serra |

| Arbitro: | Rosetti (Torino) |

|                                                  |           |                  |
| Francioso 59’, 84’ Vukoja 74’ (rig.), 94’ (rig.) | Marcatori | 89’ (rig.) Pizzi |

| Arbitro: | Pirrone (Messina) |

|                 |           |                |
| Ghirardello 66’ | Marcatori | 83’ Borgobello |

| Arbitro: | Sirotti (Forlì) |

|                     |           |              |
| Paci 4’, 61’ (rig.) | Marcatori | 50’ Caverzan |

| Arbitro: | Pin (Conegliano) |

|                 |           |                              |
| Ghirardello 82’ | Marcatori | 45’ F. Rossini 64’, 74’ Doni |

| Monza 13 dicembre 1998 14ª giornata | Monza            | 0 – 0 | Cremonese | Stadio Brianteo\| Arbitro: \| Branzoni (Pavia) \| |
| Arbitro:                            | Branzoni (Pavia) |       |           |                                                   |

| Arbitro: | Rosetti (Torino) |

|  |           |                                                 |
|  | Marcatori | 28’ (aut.) Collauto 65’ (rig.), 82’ M. Esposito |

| Arbitro: | Strazzera (Trapani) |

|                   |           |  |
| De Cesare 1’, 71’ | Marcatori |  |

| Arbitro: | Nucini (Bergamo) |

|  |           |                                              |
|  | Marcatori | 28’ Moscardi 57’ Manfredini 63’ De Francesco |

| Arbitro: | Bertini (Arezzo) |

|                                     |           |  |
| Pregnolato 79’ Dell'Anno 85’ (rig.) | Marcatori |  |

| Arbitro: | Pirrone (Messina) |

|                 |           |              |
| Ghirardello 63’ | Marcatori | 72’ Pesaresi |

#### Girone di ritorno
| Arbitro: | Cardella (Torre del Greco) |

|                                                                             |           |                                       |
| Ferrante 15’ (rig.), 45’ (rig.) Scienza 47’ Crippa 56’ Artistico 70’ (rig.) | Marcatori | 29’, 90’ Ghirardello 76’ (rig.) Pizzi |

| Arbitro: | Bonfrisco (Monza) |

|                 |           |                                 |
| Brncic 31’, 65’ | Marcatori | 21’ Margiotta 95’ (rig.) Protti |

| Arbitro: | Pellegrino (Barcellona Pozzo di Gotto) |

|             |           |  |
| Tudisco 69’ | Marcatori |  |

| Arbitro: | Boggi (Salerno) |

|             |           |                      |
| Collauto 5’ | Marcatori | 73’ Adani 91’ Hubner |

| Arbitro: | Strazzera (Trapani) |

|                                                                       |           |                                     |
| Piovanelli 7’ (rig.) Brocchi 9’ Cammarata 72’ (rig.) Guidoni 80’, 90’ | Marcatori | 20’ Collauto 84’ (rig.) Ghirardello |

| Arbitro: | Guiducci (Arezzo) |

|            |           |                    |
| Ungari 17’ | Marcatori | 76’ (rig.) Orlando |

| Arbitro: | Pin (Conegliano) |

|  |           |                            |
|  | Marcatori | 45+1’ Possanzini 94’ Tomic |

| Arbitro: | Paparesta (Bari) |

|                         |           |                        |
| Casale 31’ Stellone 79’ | Marcatori | 34’ (rig.) Ghirardello |

| Arbitro: | Guiducci (Arezzo) |

|               |           |               |
| Graffiedi 94’ | Marcatori | 69’ Mirabelli |

| Arbitro: | Castellani (Verona) |

|                |           |               |
| Ghirardello 1’ | Marcatori | 32’ Francioso |

| Arbitro: | Branzoni (Pavia) |

|                |           |  |
| Borgobello 64’ | Marcatori |  |

| Arbitro: | Sirotti (Forlì) |

|           |           |                       |
| Puaca 59’ | Marcatori | 15’ Matzuzzi 54’ Paci |

| Arbitro: | Rossi (Ciampino) |

|                          |           |  |
| Caccia 53’ Doni 61’, 76’ | Marcatori |  |

| Arbitro: | Preschern (Mestre) |

|              |           |                |
| Caverzan 93’ | Marcatori | 45+1’ D'Aversa |

| Arbitro: | Sirotti (Forlì) |

|                 |           |  |
| M. Esposito 52’ | Marcatori |  |

| Arbitro: | Bertini (Arezzo) |

|  |           |               |
|  | Marcatori | 19’ Marazzina |

| Arbitro: | Pirrone (Messina) |

|                |           |  |
| Tatti 16’, 49’ | Marcatori |  |

| Arbitro: | Castellani (Verona) |

|  |           |                          |
|  | Marcatori | 13’ Atzori 45’ Ze Albert |

| Arbitro: | Dagnello (Trieste) |

|                  |           |           |
| Turrini 38’, 60’ | Marcatori | 90’ Puaca |

### Coppa Italia

#### Primo turno
| Arbitro: | Farina (Novi Ligure) |

|  |           |                        |
|  | Marcatori | 13’ Banchelli 90’ Doni |

| Arbitro: | Racalbuto (Gallarate) |

|                        |           |            |
| Doni 75’ Banchelli 87’ | Marcatori | 56’ Albino |